# 1467
- Wikisource

| Calendário gregoriano                                                        | 1467 MCDLXVII                                         |
| Ab urbe condita                                                              | 2220                                                  |
| Calendário arménio                                                           | 916 – 917                                             |
| Calendário bahá'í                                                            | -377 – -376                                           |
| Calendário budista                                                           | 2011                                                  |
| Calendário chinês                                                            | 4163 – 4164 Início a 5 de fevereiro (aproximadamente) |
| Calendário copta                                                             | 1183 – 1184                                           |
| Calendário etíope                                                            | 1459 – 1460                                           |
| Calendários hindus - Vikram Samvat - Calendário nacional indiano - Cáli Iuga | 1522 – 1523 1388 – 1389 4567 – 4568                   |
| Calendário Holoceno                                                          | 11467                                                 |
| Calendário islâmico                                                          | 871 – 872                                             |
| Calendário judaico                                                           | 5227 – 5228                                           |
| Calendário persa                                                             | 845 – 846                                             |
| Calendário rúnico                                                            | 1717                                                  |
| Calendário solar tailandês                                                   | 2010                                                  |

1467 (MCDLXVII, na numeração romana) foi um ano comum do século XV do Calendário Juliano, da Era de Cristo, e a sua letra dominical foi D (53 semanas), teve início a uma quinta-feira e terminou também a uma quinta-feira.
| Ano completo                        |
| ----------------------------------- |
| Ano comum com início à quinta-feira |

## Acontecimentos
- Iniciou-se no Japão a Guerra de Ōnin que terminou em 1477.

## Nascimentos
- 9 de Novembro - Carlos de Egmond, duque de Gueldres (m. 1538).

## Mortes
- No Funchal do primeiro Capitão do donatário, João Gonçalves Zarco.